# Ibn-Rushd-Goethe-Moschee
Die Ibn-Rushd-Goethe-Moschee ist ein überkonfessionelles islamisches Gotteshaus im Berliner Ortsteil Moabit des Bezirks Mitte. Die Moschee vertritt einen progressiven Islam. Frauen und Männer werden als gleichberechtigt angesehen und beten gemeinsam. Das Gleiche gilt für LGBTQI-Muslime.

## Geschichte
Die Moschee wurde am 16. Juni 2017 eröffnet. Ihre Gründung geht maßgeblich auf die Rechtsanwältin und Frauenrechtlerin Seyran Ateş zurück. Weitere Gründer sind der Arzt und Schriftsteller Mimoun Azizi, die Menschenrechtsaktivistin Saïda Keller-Messahli, die Politologin Elham Manea und der Islamwissenschaftler Abdel-Hakim Ourghi.
Bis Oktober 2020 nutzten die Gläubigen ein Nebengebäude der evangelischen Kirche St. Johannis. Anschließend zogen sie in ein anderes Gebäude im gleichen Berliner Ortsteil.
Ende Oktober 2023 wurde die Moschee aufgrund islamistischer Terrorbedrohung bis auf Weiteres geschlossen.

## Hintergründe
In einem Artikel in der Wochenzeitung Die Zeit begründete Seyran Ateş die Moscheengründung wie folgt: „Am Freitag, dem 16. Juni, eröffnen wir in Berlin die Ibn-Rushd-Goethe-Moschee, weil wir den Islam von innen heraus reformieren wollen. […] Die neue Moschee in Berlin soll eine spirituelle Heimat sein vor allem für jene Frauen und Männer, die sich in traditionellen Moscheen nicht wohlfühlen und die sich nicht mehr vorschreiben lassen wollen, wie sie ihre Religion zu leben haben. Toleranz, Gewaltfreiheit und Geschlechtergerechtigkeit sollen im Vordergrund stehen.“

### Name
Die Benennung der Moschee erfolgte nach dem andalusischen Arzt und Philosophen Averroes (arabisch: Ibn Ruschd, 1126–1198), der im Mittelalter für seine Kommentare zum Werk von Aristoteles bekannt war, sowie nach dem deutschen Dichter Johann Wolfgang von Goethe (1749–1832) in Würdigung seiner Auseinandersetzung mit dem Islam, z. B. im West-östlichen Divan.

### Theologische Ausrichtung
In der Moschee soll ein liberaler Islam praktiziert werden. So sollen Frauen und Männer gemeinsam beten, auch die Predigt soll von Frauen gesprochen werden können. Homosexuelle Männer und Frauen seien ausdrücklich willkommen. Seit 2021 gibt es hier die Muslimische Seelsorge für Menschen aus der LGBTQI+ Community  im Rahmen der Aktion „Liebe ist halal“. Ferner soll die Moschee verschiedenen islamischen Konfessionen offenstehen, darunter Sunniten, Schiiten, Aleviten und Sufis.

### Finanzen
Die Moschee hat die Rechtsform einer gemeinnützigen GmbH.

### Rücktritt von Mimoun Azizi
Das Gründungsmitglied Mimoun Azizi erklärte über Facebook – einen Tag nach Eröffnung der Moschee –, er wolle sich „aus persönlichen Gründen“ aus dem politischen Diskurs zurückziehen. Am 21. Juni 2017 gab er ebenfalls über Facebook bekannt, er habe sich in den letzten Jahren nur als Tarnung unter die „selbsterklärten Reformmuslime“ gemischt, um eine politikwissenschaftliche Untersuchung über „Islamkritik, Islamhass und Islamophobie“ durchzuführen, die er für einen „antimuslimischen Faschismus“ halte. Eine Sprecherin der Ibn-Rushd-Goethe-Moschee erklärte, sie habe seit den Erklärungen keinen Kontakt mehr zu Azizi. Kurz vor der Eröffnung der Moschee habe er Seyran Ateş telefonisch seinen Rückzug mitgeteilt und sei auch nicht bei den Eröffnungsfeierlichkeiten anwesend gewesen. Da Azizi und seine Familie in der Vergangenheit schon mehrfach von islamischen Fundamentalisten bedroht worden waren, gab es Spekulationen, dass dieser Widerruf unter Zwang erfolgte.

## Kontroversen
Die Eröffnung der Moschee rief ein großes nationales und internationales Medienecho hervor. Neben vielen positiven Stimmen kam aber auch Kritik aus den Reihen konservativer Muslime. Ein Bericht im arabischen Fernsehprogramm der Deutschen Welle führte zu überwiegend negativen Kommentaren im Internet, es kam sogar zu einer Morddrohung.
Der Vorsitzende der Gülen-nahen Stiftung Dialog und Bildung, Ercan Karakoyun, erhielt Morddrohungen, nachdem er fälschlicherweise in einem türkischen Fernsehsender mit der Moschee in Verbindung gebracht worden war.
Die staatliche türkische Religionsbehörde Diyanet brachte die Ibn-Rushd-Goethe-Moschee mit der Bewegung des Predigers Fethullah Gülen in Verbindung. Sie teilte mit: „Es ist offensichtlich, dass das ein Projekt des Religionsumbaus ist, das seit Jahren unter der Federführung von FETÖ und ähnlichen unheilvollen Organisationen durchgeführt wird.“ Dabei handele es sich laut Diyanet um Bemühungen, die Religion „zu untergraben und zu zerstören“. Gläubige sollten sich von der liberalen Auslegung des Islam nicht provozieren lassen. Seyran Ateş wies jede Verbindung zwischen der Moschee und der Gülen-Bewegung zurück.
Das Ägyptische Fatwa-Amt kritisierte die Moschee und schrieb auf Facebook: „Nein zu liberalen Moscheen“. Frauen könnten nicht in einer Reihe neben Männern beten, und es sei ihnen nicht erlaubt, ohne Schleier zu beten. Auch einen weiblichen Imam lehnt die Behörde ab, sollten Männer anwesend sein.
Die Moscheegründer beklagen aufgrund der eingegangenen Drohungen die massive Gefährdung von liberalen Muslimen, wenn diese an die Öffentlichkeit treten. Sie erbitten Akzeptanz, Respekt und Toleranz für ihre moderne, geschlechtergerechte Lesart des Koran. Ateş selbst erhielt viele, nach Gefährdungsanalyse des Landeskriminalamtes ernstzunehmende Morddrohungen und steht seitdem unter Polizeischutz.